# Bahnhof Bietigheim-Bissingen
Bahnhof Bietigheim-Bissingen vasútállomás Németországban, Bietigheimben. A német vasútállomás-kategóriák közül a második csoportba tartozik.

## Vasútvonalak

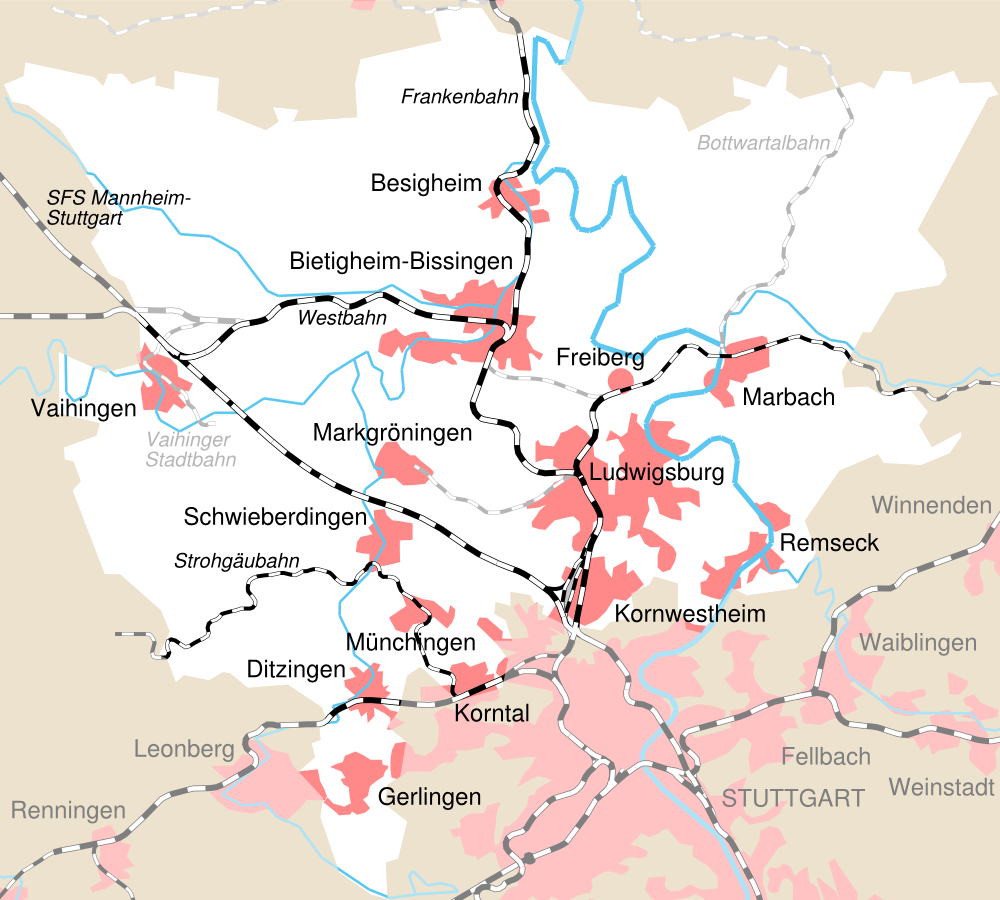
Ludwigsburg járás vasútvonalai

Az állomást az alábbi vasútvonalak érintik:
- Würzburg–Stuttgart-vasútvonal
- Westbahn

## Kapcsolódó állomások
A vasútállomáshoz az alábbi állomások vannak a legközelebb:
- Besigheim station
- Tamm (Württemberg) station